# Carlos Montezuma
Carlos Montezuma o Wassaja (Reserva Yavapai, Arizona, 1866-1923) fou un activista amerindi dels yavapai-apatxe i membre fundador de la Society of American Indians. El seu nom original era Wassaja que significa "senyalització" en la seva llengua.

## Biografia
Jo sóc un indi apatxe de soca-rel, nascut entorn de l'any 1866... en algun lloc prop de Four Peaks, territori d'Arizona, va escriure el Dr Montezuma, presentant-se a si mateix en una carta escrita el 1905 al Smithsonian Institution Va rebre el nom de "Wassaja" (que vol dir "senyalització" o "temptar"). El seu pare era el cap Co-cu-ye-vah i la seva mare es deia Thil-ge-ya. L'octubre de 1871, quan tenia 5 anys, fou capturat pels pimes juntament amb altres nens per a ser venuts o intercanviats. Wassaja fou dut a Adamsville, una vila mixta anglo-mexicana, i venut per trenta dòlars de plat al fotògraf itinerant italià Carlo Gentile, qui es trobava a la zona pel seu treball etnogràfic sobre els nadius americans. Gentile, un home culte i liberal de Nàpols que s'havia traslladat als Estats Units en la dècada de 1850, va adoptar Wassaja com el seu propi fill i l'hi va canviar el nom pel de "Carlos Montezuma" com un recordatori permanent i orgullós de l'herència cultural del nen, en part el seu nom, en part de les ruïnes de Montezuma prop d'Adamsville.(pp22–31)
Durant els anys següents Wassaja/Carlos va acompanyar al seu pare adoptiu en les seves expedicions fotogràfiques i etnogràfiques pioneres a Arizona, Nou Mèxic i Colorado. Durant uns mesos en 1872-1873 fins i tot es van unir a la companyia teatral de Ned Buntline i Buffalo Bill, on el noi Wassaja va ser presentat com a Azteka, el fill apatxe de Cochise en un melodrama del Salvatge Oest The Scouts of the Prairie a ciutats com Chicago, St. Louis, Cincinnati, Louisville, Cleveland i Pittsburgh, mentre que Gentile produía i venia una carte de visite promocional dels membres del repartiment.(pp43–47)
Gentile i Montezuma residiren a Chicago i després a Nova York fins que la pèrdua de totes les seves pertinences en un incendi en 1877 va obligar novament Gentile a la seva vida itinerant a Chicago. Fou educat regularment per Gentile en la llar i assistí a les escoles públiques de Chicago (1872-1875), Galesburg (1875-1877) i Brooklyn (1877-1878), on Wassaja es va revelar com a estudiant compromès i talentós. En adonar-se que necessitava un lloc més permanent per completar la seva educació, a la tardor de 1878 Gentile va demanar ajuda al reverend George W. Ingalls del Departament Indi de la Missió Baptista Americana. Wassaja va ser posat a cura del ministre baptista William H. Steadman, d'Urbana, Illinois, mentre que Gentile s'ocupava de revifar el seu negoci com a fotògraf i editor a Chicago.(pp53–55)
El nen precoç podria dedicar-se ara completament a estudiar. Es va graduar amb honors de l'Escola Superior d'Urbana en 1879. Després d'un any més de tasca preparatòria, es va inscriure a la Universitat d'Illinois el 1880. Només tenia catorze anys. A la Universitat d'Illinois va estudiar anglès, matemàtiques, alemany, fisiologia, microscòpia, zoologia, mineralogia, física, fisiologia, ciència mental, lògica, història constitucional, economia política, i geologia, sobresortint en la química, que va estudiar cada trimestre. Montezuma (o Monte com li deien els seus companys) també va iniciar la seva activitat pública en suport dels drets dels nadius americans. El 5 maig de 1883 el diari del campus, The Illini, recollí un discurs sobre la valentia índia que Montezuma va fer la nit anterior a Adelphic Hall davant d'una gran audiència, en què "va comparar els indígenes als espartans a les Termòpiles".
Després de graduar-se en la Universitat d'Illinois en 1884, Montezuma va tornar a Chicago. En 1889 va rebre el seu doctorat en medicina del Chicago Medical College, una branca de la Northwestern University, i el mateix any va obtenir la seva llicència per a exercir. Montezuma no només va ser el primer estudiant nadiu americà tant a la Universitat d'Illinois com a la Universitat de Northwestern, sinó també el primer nadiu americà en obtenir un títol en medicina en una universitat estatunidenca.
Ja en 1887 Carlos Montezuma havia mantingut correspondència amb Richard Henry Pratt, un acèrrim assimilacionista i fundador de la Carlisle Indian Industrial School a Pennsylvania. Als ulls de Pratt Montezuma era un exemple viu del que els nadius americans educats podrien aconseguir. En 1887 Montezuma va ser convidat a audiències a Nova York i Filadèlfia sobre aquest tema. Gràcies a aquestes connexions, immediatament després de la graduació, Jefferson Morgan, Comissionat d'Afers Indígenes, va oferir Montezuma per treballar com a metge en el Bureau of Indian Affairs (BIA). El 1889 va viatjar a reserves i va proporcionar serveis als nadius americans de Fort Stevenson al Territori de Dakota. En 1890 va ser transferit a l'Agència Western Shoshone a Nevada. El gener de 1893 va anar a l'Agència Colville en l'Estat de Washington, i finalment, al juliol de 1893 a la Carlisle Indian Industrial School a Pennsylvania. Aquí Montezuma va tenir l'oportunitat de treballar amb el seu mestre Richard Henry Pratt. Aquesta relació, juntament amb les seves experiències negatives treballant a les diferents reserves, va ajudar a formar les seves primeres idees de la política indígena.
El 27 d'octubre de 1893 va morir a Chicago Carlo Gentile, pare adoptiu de Wassaja. Montezuma havia visitat Gentile per darrer cop l'estiu de 1893, mentre viatja de l'Estat de Washington sl seu nou treball a Carlisle. Estant a Pennsylvania Moctezuma no va poder assistir al funeral. Va donar ajuda financera a la vídua de Gentile i en un irònic gir del destí, es va convertir durant algun temps en el custodi del fill de Gentile de sis anys (també anomenat Carlos) fins que la vídua i els fills de Gentile es van mudar a Califòrnia en 1896.:56–67
A principis de 1896 Carlos Moctezuma va deixar Pratt per tornar a Chicago i començar la pràctica de la medicinaa privada. El 1900 va viatjar per Arizona, per primer cop des de la seva infantesa, com a metge de l'equip de futbol de la Carlisle Indian School amb l'entrenador Pop Warner. A l'any següent va anar novament a Arizona pel seu compte, contactant amb els antics parents perduts que no havia vist des del seu segrest. El rebuig de Montezuma per les reserves es va suavitzar quan va veure com el seu poble connectava amb la seva terra ancestral i van entendre que ells la consideraven la seva llar. A partir de llavors es va unir a la lluita yavapai que va portar a la creació de la reserva yavapai o mohave-apatxe de Fort McDowell a finals de 1903. Fins a la seva mort lluitaria per donar suport als drets del seu poble a la reserva.
El 1905 Carlos Montezuma va atreure l'atenció nacional com un líder indi. Va començar a atacar públicament al govern per les condicions imposades als nadius. Es va convertir en un opositor obert de la Bureau of Indian Affairs (BIA); per dos cops li van oferir el càrrec de Comissionat d'Afers Indígenes, però es va negar. En canvi va ajudar Charles Eastman a fundar la Society of American Indians el 1911, la primera organització de drets indígenes creat per i per als indis. El 1916 va fundar una revista mensual titulada Wassaja que utilitza com a plataforma per difondre els seus punts de vista sobre la BIA i l'educació dels nadius americans, drets civils i ciutadania.
Carlos Montezuma va emmalaltir el 1922 i decidí tornar definitivament a la terra del seu poble. Va morir el 31 de gener de 1923 i està enterrat al cementiri indi de Fort McDowell. El record de la seva obra es va perdre fins a la dècada de 1970 quan els historiadors van redescobrir la seva obra.